# Pito (demo)
Pito (in greco antico: Πίθος?, Píthos) era un demo dell'Attica. Probabilmente era collocato a nord-est della moderna Chalandri.
Il nome del demo deriva da Pitteo, il nonno materno di Teseo; quindi Teseo era originariamente un eroe locale. Pito era a capo della lega di Atena Pallenide, insieme a Gargetto, Pallene, entrambi confinanti con Pito, ed Acarne. Il demo inoltre celebrava delle sue Tesmoforie, guidate da due donne del luogo.
Il demo è menzionato nelle commedie per le sue nocciole e ghiande.